# Partit Moderat (Suècia)
Partit Moderat (suec Moderata samlingspartiet o Moderaterna) és un partit polític suec liberal-conservador. És membre del Partit Popular Europeu. La ideologia del partit és una barreja entre liberalisme i conservadorisme. Fou fundat el 1904 amb el nom de Lliga Electoral General (Allmänna valmansförbundet) per un grup de conservadors del parlament suec. Després va adoptar el nom d'Organització Nacional de la Dreta (Högerns riksorganisation) (1938–1952) i Partit de Dreta (Högerpartiet) (1952–1969).
El Partit Moderat emfatitza la llibertat del ser humà, la llibertat de mercat, la reducció de l'aparell estatal i la privatització dels serveis públics. Encara que en aquest país sostenen la necessitat de mantenir, però reajustar, els beneficis socials impulsats pels socialdemòcrates suecs des de principis de la dècada de 1930. El partit aprova la incorporació del país a la Unió Europea i van fer campanya a favor en el referèndum europeu de 2003. Des que Fredrik Reinfeldt es va convertir en el líder la coalició es va moure cap al centre de l'espectre polític, i a les eleccions legislatives sueques de 2006 va assolir el càrrec de primer ministre de Suècia mercè la coalició de forces dretanes Aliança per Suècia.

## Història
El partit va ser fundat el 17 d'octubre 1904 en un restaurant anomenat Runan a Estocolm. La intenció era començar una campanya organitzada en suport del grup dels conservadors que havien emergit en el Parlament (Riksdag). Durant el segle xvii els conservadors s'havien organitzat en el Parlament suec, però no existia un partit que els donés suport.
Després de les eleccions generals sueques de 2022, el bloc de dretes va obtenir la majoria al Riksdag, fet que va portar a l'elecció del moderat Ulf Kristersson com a primer ministre el 17 d'octubre del 2022 en un govern de coalició de Partit Moderat, Democristians i Liberals.

## Resultats electorals

### Parlament (Riksdag)
| Any       | Líder                  | Vots      | %         | Escons    | +/- | Govern             |
| --------- | ---------------------- | --------- | --------- | --------- | --- | ------------------ |
| 1911      | Gustaf Fredrik Östberg | 188,691   | 31.1 (#2) | 65 / 230  | Nou | Oposició           |
| 1914 (I)  | Arvid Lindman          | 286,250   | 37.7 (#1) | 86 / 230  | 21  | Oposició           |
| 1914 (II) | Arvid Lindman          | 268,631   | 36.7 (#1) | 86 / 230  | =   | Oposició (1914–17) |
| 1914 (II) | Arvid Lindman          | 268,631   | 36.7 (#1) | 86 / 230  | =   | Minoria (1917)     |
| 1917      | Arvid Lindman          | 182,070   | 24.7 (#3) | 59 / 230  | 27  | Oposició           |
| 1920      | Arvid Lindman          | 183,019   | 27.9 (#2) | 70 / 230  | 11  | Oposició           |
| 1921      | Arvid Lindman          | 449,257   | 25.8 (#2) | 62 / 230  | 8   | Oposició (1921–23) |
| 1921      | Arvid Lindman          | 449,257   | 25.8 (#2) | 62 / 230  | 8   | Minoria (1923–24)  |
| 1924      | Arvid Lindman          | 461,257   | 26.1 (#2) | 65 / 230  | 3   | Oposició           |
| 1928      | Arvid Lindman          | 692,434   | 29.4 (#2) | 73 / 230  | 8   | Minoria (1928–30)  |
| 1928      | Arvid Lindman          | 692,434   | 29.4 (#2) | 73 / 230  | 8   | Oposició (1930–32) |
| 1932      | Arvid Lindman          | 576,053   | 23.1 (#2) | 58 / 230  | 15  | Oposició           |
| 1936      | Gösta Bagge            | 512,781   | 17.6 (#2) | 44 / 230  | 9   | Oposició (1936–39) |
| 1936      | Gösta Bagge            | 512,781   | 17.6 (#2) | 44 / 230  | 9   | Coalició (1939–40) |
| 1940      | Gösta Bagge            | 518,346   | 18.0 (#2) | 42 / 230  | 2   | Coalició           |
| 1944      | Gösta Bagge            | 488,921   | 15.8 (#2) | 39 / 230  | 3   | Coalició (1944–45) |
| 1944      | Gösta Bagge            | 488,921   | 15.8 (#2) | 39 / 230  | 3   | Oposició (1945–48) |
| 1948      | Fritiof Domö           | 478,779   | 12.3 (#2) | 23 / 230  | 16  | Oposició           |
| 1952      | Jarl Hjalmarson        | 543,825   | 14.4 (#3) | 31 / 230  | 8   | Oposició           |
| 1956      | Jarl Hjalmarson        | 663,693   | 17.1 (#3) | 42 / 231  | 11  | Oposició           |
| 1958      | Jarl Hjalmarson        | 750,332   | 19.5 (#2) | 45 / 233  | 3   | Oposició           |
| 1960      | Jarl Hjalmarson        | 704,365   | 16.6 (#3) | 39 / 233  | 6   | Oposició           |
| 1964      | Gunnar Heckscher       | 582,609   | 13.7 (#4) | 33 / 233  | 6   | Oposició           |
| 1968      | Yngve Holmberg         | 621,031   | 12.9 (#4) | 32 / 233  | 1   | Oposició           |
| 1970      | Yngve Holmberg         | 573,812   | 11.5 (#4) | 41 / 350  | 9   | Oposició           |
| 1973      | Gösta Bohman           | 737,584   | 14.3 (#3) | 51 / 350  | 10  | Oposició           |
| 1976      | Gösta Bohman           | 847,672   | 15.6 (#3) | 55 / 349  | 4   | Coalició (1976–78) |
| 1976      | Gösta Bohman           | 847,672   | 15.6 (#3) | 55 / 349  | 4   | Oposició (1978–79) |
| 1979      | Gösta Bohman           | 1,108,406 | 20.3 (#2) | 73 / 349  | 18  | Coalició           |
| 1982      | Ulf Adelsohn           | 1,313,337 | 23.6 (#2) | 86 / 349  | 13  | Oposició           |
| 1985      | Ulf Adelsohn           | 1,187,335 | 21.3 (#2) | 76 / 349  | 10  | Oposició           |
| 1988      | Carl Bildt             | 983,226   | 18.3 (#2) | 66 / 349  | 10  | Oposició           |
| 1991      | Carl Bildt             | 1,199,394 | 21.9 (#2) | 80 / 349  | 14  | Coalició           |
| 1994      | Carl Bildt             | 1,243,253 | 22.4 (#2) | 80 / 349  | =   | Oposició           |
| 1998      | Carl Bildt             | 1,204,926 | 22.9 (#2) | 82 / 349  | 2   | Oposició           |
| 2002      | Bo Lundgren            | 791,660   | 15.1 (#2) | 55 / 349  | 27  | Oposició           |
| 2006      | Fredrik Reinfeldt      | 1,456,014 | 26.2 (#2) | 97 / 349  | 42  | Coalició           |
| 2010      | Fredrik Reinfeldt      | 1,791,766 | 30.1 (#2) | 107 / 349 | 10  | Coalició           |
| 2014      | Fredrik Reinfeldt      | 1,403,630 | 23.3 (#2) | 84 / 349  | 23  | Oposició           |
| 2018      | Ulf Kristersson        | 1,284,698 | 19.8 (#2) | 70 / 349  | 14  | Oposició           |
| 2022      | Ulf Kristersson        | 1,237,428 | 19.1 (#3) | 68 / 349  | 2   | Coalició           |

### Eleccions municipals
| Any  | Vots      | %      | Escons         |
| ---- | --------- | ------ | -------------- |
| 1970 | 584.129   | 11,8%  | 1,947 / 18,327 |
| 1973 | 713.476   | 13,9%  | 1,599 / 13,236 |
| 1976 | 837.352   | 15,1%  | 1,732 / 13,247 |
| 1979 | 1.030.516 | 18,6%  | 2,14 / 13,369  |
| 1982 | 1.223.720 | 21,7%  | 2,583 / 13,5   |
| 1985 | 1.164.289 | 20,6%  | 2,5 / 13,52    |
| 1988 | 987 165   | 18,1%  | 2,133 / 13,564 |
| 1991 | 1.222.339 | 22,2%  | 2,661 / 13,526 |
| 1994 | 1.133.318 | 20,2%  | 2,378 / 13,55  |
| 1998 | 1.177.019 | 22,3%  | 2,588 / 13,338 |
| 2002 | 932.621   | 17,55% | 2,059 / 13,274 |
| 2006 | 1.338.993 | 24,25% | 2,735 / 13,092 |
| 2010 | 1.551.926 | 26,19% | 2,966 / 12,978 |
| 2014 | 1.343.588 | 21,55% | 2,435 / 12,78  |
| 2018 | 1.310.182 | 20,06% | 2,396 / 12,7   |
| 2022 | 1.332.813 | 20,51% | 2,584 / 12,614 |

### Parlament Europeu
| Any  | Líder                    | Vots    | %          | Escons | +/– | Grup   |
| ---- | ------------------------ | ------- | ---------- | ------ | --- | ------ |
| 1995 | Staffan Burenstam Linder | 621,568 | 23.2 (#2)  | 5 / 22 | Nou | EPP    |
| 1999 | Staffan Burenstam Linder | 524,755 | 20.7 (#2)  | 5 / 22 | =   | EPP-ED |
| 2004 | Gunnar Hökmark           | 458,398 | 18.3 (#2)  | 4 / 19 | 1   | EPP-ED |
| 2009 | Gunnar Hökmark           | 596,710 | 18.8 (#2)  | 4 / 18 | =   | EPP    |
| 2014 | Gunnar Hökmark           | 507,488 | 13.7 (#3)  | 3 / 20 | 1   | EPP    |
| 2019 | Tomas Tobé               | 698,770 | 16.8 (#2)  | 4 / 20 | 1   | EPP    |
| 2024 | Tomas Tobé               | 736,079 | 17.54 (#2) | 4 / 21 | =   | EPP    |

## Líders
| Foto      | Nom                                | Mandat                        | Notes |
| --------- | ---------------------------------- | ----------------------------- | --- |
| centrerad | Gustaf Fredrik Östberg (1847–1924) | 1904–1905 1908–1912           | |
| centrerad | Hugo Tamm (1839–1907)              | 1907                          | |
| centrerad | Arvid Lindman (1862–1936)          | 1912–1916 1919–1920 1924–1935 | Primer Ministre (1906–1911 i 1928–1930) Ministre d'Exteriors (1917)                                      |
| centrerad | Olof Jonsson i Hov (1839–1930)     | 1917                          | |
| centrerad | Carl Hallendorff (1869–1929)       | 1922                          | |
| centrerad | Gösta Bagge (1882–1951)            | 1935–1944                     | Ministre d'Afers Eclesiàstics (1939–1944)                                                                |
| centrerad | Fritiof Domö (1889–1961)           | 1944–1950                     | Ministre de Comerç (1939–1941) Ministre de Combustible (1941–1944) Ministre de Comunicacions (1944–1945) |
| centrerad | Jarl Hjalmarson (1904–1993)        | 1950–1961                     | |
| centrerad | Gunnar Heckscher (1909–1987)       | 1961–1965                     | |
| centrerad | Yngve Holmberg (1925–2011)         | 1965–1970                     | |
| centrerad | Gösta Bohman (1911–1997)           | 1970–1981                     | Ministre d'Economia (1976–1978 i 1979–1981)                                                              |
| centrerad | Ulf Adelsohn (1941–)               | 1981–1986                     | Ministre de Comunicacions (1979–1981)                                                                    |
| centrerad | Carl Bildt (1949–)                 | 1986–1999                     | Primer Ministre (1991–1994) Ministre d'Exteriors (2006–2014)                                             |
| centrerad | Bo Lundgren (1947–)                | 1999–2003                     | Ministre d'Hisenda (1991–1994)                                                                           |
| centrerad | Fredrik Reinfeldt (1965–)          | 2003–2015                     | Primer Ministre (2006–2014)                                                                              |
| centrerad | Anna Kinberg Batra (1970–)         | 2015–2017                     | |
| centrerad | Ulf Kristersson (1963–)            | 2017–                         | Ministre de la Seguretat Social (2010–2014) Primer Ministre (2022–)                                      |